# Echo in the Skull
Echo in the Skull (1959) (revizuit și republicat în 1974 sub titlul Give Warning to the World)  este un roman science fiction al scriitorului britanic John Brunner. A fost publicat pentru prima oară în Statele Unite de către Ace Books în 1959 ca parte a  Ace Double #D-385.   
Brunner și-a asumat existența unui câmp care cuprinde întreg universul și care poate imita gândirea simțitoare. Atunci când o femeie moare violent, acest câmp înregistrează ultimele sale momente din viață și le pune la dispoziția anumitor altor femele simțitoare sub forma unor vise lucide. Informația se răspândește instantaneu în câmp, într-o manieră care amintește de inseparabilitatea cuantică. Visele sunt cele care formează ecoul din craniul care apare în titlu.